# Windless Bight
Die Windless Bight (deutsch Windlose Bucht) ist die große Bucht östlich der Hut-Point-Halbinsel im Süden der ostantarktischen Ross-Insel. Sie wird vollständig von den Eismassen des Ross-Schelfeises eingenommen.
Die deskriptive Benennung erhielt die Bucht durch die vom britischen Polarforscher Edward Wilson geleitete dreiköpfige Mannschaft, die während er Terra-Nova-Expedition (1910–1913) den Wintermarsch zum Kap Crozier unternahm.